# Iber Software
Iber Software fue una empresa de videojuegos de la edad de oro del soft español.

## Distribución
Sus títulos solían ser distribuidos por MCM Software

## Títulos
- Casanova
- Sabrina[1]
- Toi Acid Game
- Habilit
- Post Mortem
- Ke Rulen los Petas
- Defcom 1[2]
- Megachess
- Ormuz
- Punk Star